# Djimrangar Dadnadji
Joseph Djimrangar Dadnadji (1 de enero de 1954-31 de diciembre de 2019) fue un político chadiano que ocupó el cargo de primer ministro de Chad desde el 21 de enero de 2013 hasta el 21 de noviembre de 2013.

## Carrera
Fue funcionario desde 1975 y desde mediados de los años 1990 ocupó diversos cargos políticos menores en distintos ministerios de Chad, entre ellos el de secretario de la presidencia en el periodo 2005-2008. El 9 de marzo de 2010 el primer ministro Emmanuel Nadingar lo nombró ministro de Desarrollo Urbano y Vivienda, puesto en el que permaneció hasta el 17 de agosto de 2011, cuando dimitió y dejó el gobierno. En 2012 volvió a ocupar un puesto en el gabinete del presidente. Mantuvo ese puesto hasta enero de 2013, cuando al dimitir el primer ministro Nadingar, el presidente Idriss Deby lo designó nuevo jefe de gobierno.